# Celtas Cortos
Celtas Cortos è un gruppo musicale spagnolo di rock celtico (rock celta). Il loro rock celtico è combinato con testi di protesta, di attualità al fianco di testi più romantici e malinconici. Negli anni la loro musica si è evoluta combinando musica caraibica, flamenco, musica elettronica, reggae, metal e ska.

## Storia
I Celtas Cortos sono fondati a Valladolid (Castiglia e León) nel 1986. Otto amici, 4 dei quali provengono dal gruppo Almenara, decidono di partecipare ad un festival con il nome Colectivo Eurofolk, che ruota intorno all'Instituto Delicias di Valladolid. Vincono il primo premio e continuano a suonare insieme cambiando il loro nome in Celtas Cortos, marca delle sigarette senza filtro che fumava il batterista Nacho Castro.
Vincono un altro festival nell'aprile 1987, il premio è la produzione di un album, ma dividono il premio con altri due vincitori, così contribuiscono con tre canzoni all'album Así es como suena: Folk joven
Il produttore esecutivo Paco Martín li aiuta nel 1990 nella realizzazione del loro primo album, Salida de emergencia, contenente solo brani strumentali. L'album successivo, anch'esso del 1990, Gente Impresentable aggiunge la voce e le parole di Jesús H. Cifuentes (Cifu) agli strumenti, c'è la necessità nel gruppo di trasmettere messaggi che vadano oltre la musica. Compaiono in questo disco già brani mitici dei Celtas come La senda del tiempo o ¿Qué voy a hacer yo?, tuttora eseguiti dal vivo. All'uscita del disco seguono più di 250 concerti.
Nel 1991 esce Cuéntame un cuento. Tra i temi, quello che dà il titolo al disco, e 20 de abril.
Nel 1992 Alberto García ha un incidente: avendo difficoltà a muovere il braccio, abbandona temporaneamente il violino per suonare il trombone, questo influenza notevolmente il suond dei Celtas. In inverno si ritirano quindi per le registrazioni del quarto album, Tranquilo majete, che esce nel 1993. Iniziano le prime esperienze all'estero dei Celtas Cortos, in Francia e Germania, per il mercato estero esce nel 1995 ¡Vamos! nel quale figura Cuéntame un cuento cantata in spagnolo e in inglese. Sempre nel 1995 Jesus Cifuente incide il primo disco solista, El caimán verde.
Nel 1996 esce En estos días inciertos, un disco decisamente più rock e con una grande carica di denuncia sociale, con temi come El migrante o Skaparate nacional.
Il 6 e 7 febbraio 1997 viene registrato Nos vemos en los bares, l'unico disco dal vivo dei Celtas, che vede 2 brani inediti: Blues del Rosario e una versione reggae de Le strade dei Nomadi, più Qué dirá la gente dal disco solista di Cifuentes. Oltre ai Nomadi partecipano numerosi ospiti Jota degli Ixo Rai!, Javier Ruibal, Taba dei Ke no falte, la Bagad Quimperlé Bretagne. I Celtas Cortos ricambieranno il favore ai Nomadi, suonando e cantando metà in italiano e metà in spagnolo 20 de abril nel loro live Le strade, gli amici, il concerto. I Nomadi la reincideranno poi in italiano nell'album SOS con rabbia e con amore.
Nel 1998 lavorano ad un progetto solo strumentale senza Cifuentes El alquimista loco, per poterlo registrare dal vivo in teatro, ciò avviene a Las Landas (Francia) nel 1999. Sempre nel 1999 esce il disco Tienes la puerta abierta, un disco in cui quasi non si sentono più le influenze folk rock del gruppo, ma compaiono programmazioni ed elettronica. I testi sono sempre più impegnati politicamente e socialmente.
Nel 2001 esce la raccolta Grandes éxitos, pequeños regalos. Nel 2002 Jesus Cifuentes annuncia di voler abbandonare il gruppo, è un periodo di crisi in cui si pensa anche di sciogliere definitivamente il gruppo, ma viene poi trovata una nuova voce, Antuán Muñoz, e viene inciso C'est la vie, un disco pubblicato nel 2003 dalle sonorità decisamente più latinoamericane.
Nel 2004, un altro fondatore, Carlos Soto, abbandona il gruppo per dedicarsi al nuovo progetto Awen Magic Land, mentre il resto del gruppo si dedica a riarrangiare vecchi brani con il nuovo cantante.
Alla fine del 2005 Jesus Cifuentes torna nel gruppo, in appena quattro settimane viene registrato il disco del ventennale 20º Soplando Versos, con riarrangiamenti dei maggiori successi del gruppo.
Nel settembre 2008 i Celtas Cortos pubblicano un nuovo disco di inediti 40 de abril.
Nel 2014 escono con il loro nuovo lavoro, un disco di inediti Contratiempos.

## Discografia
- 1988 - Así es como suena: folk joven
- 1989 - Salida de emergencia
- 1990 - Gente impresentable
- 1991 - Cuéntame un cuento
- 1993 - Tranquilo majete
- 1995 - ¡Vamos!
- 1996 - En estos días inciertos
- 1997 - Nos vemos en los bares (live)
- 1998 - El alquimista loco
- 1999 - The best of (raccolta)
- 1999 - Tienes la puerta abierta
- 2001 - Grandes éxitos, pequeños regalos
- 2002 - Gente distinta (raccolta)
- 2003 - C'est la vie
- 2004 - Celtificado
- 2006 - 20 soplando versos
- 2008 - 40 de abril
- 2014- Contratiempos
- 2018 - Energía Positiva